# Червенолика миша птица
Червеноликата миша птица (Urocolius indicus) е вид птица от семейство Птици мишки (Coliidae).

## Разпространение
Видът е разпространен в Ангола, Ботсвана, Замбия, Зимбабве, Демократична република Конго, Лесото, Малави, Мозамбик, Намибия, Свазиленд, Танзания и Южна Африка.